# Sint Jan (Stramproy)
De molen Sint-Jan staat in het Limburgse Stramproy (gemeente Weert).
Het is een standerdmolen die in 1783 gebouwd is en is daarmee de oudste standerdmolen in Limburg. In 1804 werd de molen verplaatst naar een locatie dichter bij het dorp. 
Eigenaar van de molen was in die tijd de familie Veltmans. In 1898 werd de molen verkocht aan Jean Hendricus en Theodorus Maes, bierbrouwers uit Stramproy. Vanaf 1901 werd Hubert van de Winkel de molenaar en in 1908 kwam zijn jongere broer Lei daarbij. Zij waren beide in loondienst bij Maes en dus geen pachters. Hubert zou in 1918 overlijden aan de Spaanse Griep. Lei zou tot 1978 aan de molen verbonden blijven en was dus meer dan 70 verbonden aan de molen. 
Als eerbetoon aan de laatste molenaar staat er een beeld van hem naast de molen. De molen zelf was ondertussen overgenomen door de gemeente en in 1968 zeer grondig gerenoveerd. De Molen wordt tegenwoordig beheerd door de Molenstichting Weerterland en is regelmatig open voor bezichtingen en rondleidingen.